# Lithophyllum polycephalum
Lithophyllum  polycephalum Foslie  é o nome botânico  de uma espécie de algas vermelhas pluricelulares do gênero Lithophyllum, família Corallinaceae.
- São algas marinhas encontradas na África do Sul, ilhas Canárias e Cabo Verde.

## Sinonímia
- Titanoderma polycephalum  (Foslie) Woelkerling, Y.M. Chamberlain & P.C. Silva